# Jaroslav Himr
Jaroslav Himr (17. června 1917 Věrovany – 24. září 1943 Lamanšský průliv u Brestu) byl český stíhací pilot a velitel 313. československé stíhací perutě.

## Život

### Před druhou světovou válkou
Jaroslav Himr se narodil 17. června 1917 ve Věrovanech na Olomoucku v rodině zemědělce Václava Himra a Marie, rozené Plaché. V rodné vsi byl členem Sokola a vychodil obecnou školu. Poté navštěvoval školu měšťanskou v Tovačově. Mezi lety 1931 a 1935 vystudoval obchodní školu v Prostějově, kde i odmaturoval. V roce 1935 nastoupil prezenční vojenskou službu, v rámci které absolvoval školu pro důstojníky letectva v záloze. Rozhodl se pokračovat ve vojenské službě a mezi lety 1936 a 1937 studoval na Vojenské akademii v Hranicích. Následný aplikační letecký kurz pro poručíky v Prostějově musel přerušit z důvodu všeobecné mobilizace na podzim 1938. Sloužil postupně u Leteckého pluku 5 v Brně a Leteckého pluku 3 ve Spišské Nové Vsi. Dosáhl hodnosti poručíka.

### Druhá světová válka
Po rozpadu Československa v březnu 1939 a vzniku samostatného Slovenska dostal nabídku ke vstupu do slovenské armády, tu ale odmítl a vrátil se do Protektorátu Čechy a Morava. Ten ilegálně opustil v únoru 1940 a přes Jugoslávii a Bejrút se přesunul do Francie, kde byl 27. března prezentován v Agde u letecké skupiny Československé armády v zahraničí. Do bitvy o Francii se nezapojil, nestihl v Mérignacu dokončit výcvik na francouzské letecké technice. Po jejím pádu se 17. června 1940 letecky evakuoval do Spojeného království. Zde byl přijat do Royal Air Force a 12. července se stal jedním ze zakládajících příslušníků 310. československé stíhací perutě. Po přeškolení na britské stroje se zúčastnil Bitvy o Británii postupně v 79., 56. a 601. peruti, kde se vypracoval na post velitele letky a kde 15. prosince 1941 ukončil první operační turnus. Jako její příslušník se stal také prvním československým letcem létajícím na stroji Bell P-39 Airacobra, který se ale jako typ v RAF neujal a byl odeslán v rámci pomoci do Sovětského svazu. Následně působil jako instruktor u jednotky 56. OTU v Tealingu ve Skotsku. V červnu 1942 se stal velitelem 313. československé stíhací perutě a to jako nejmladší velitel některé z československých perutí. Dne 27. srpna 1943 zaznamenal sestřel německého stroje Focke-Wulf Fw 190 v prostoru Calais během doprovodu bombardérů nad odpalovací rampy raket V-2 u Wattenu. Dne 24. září 1943 byl naposledy spatřen, když během doprovodu bombardérů B-25 Mitchell nad Brest a následně vzniklé šarvátky stíhaček pronásledoval ve svém letounu Supermarine Spitfire Mk.Vc BP856 RY-H k zemi směřující kouřící stroj Messerschmitt Bf 110, který mu byl následně uznán jako sestřelený. Jeho další osudy jsou neznámé a tělo nebylo nikdy nalezeno. Dosáhl hodnosti kapitána.

## Ocenění

### Vyznamenání
- Záslužný letecký kříž (Spojené království)
- 2x Československý válečný kříž 1939
- 3x Československá medaile Za chrabrost před nepřítelem
- Československá medaile za zásluhy I. stupně
- Pamětní medaile československé armády v zahraničí
- Hvězda 1939–1945 with Battle of Britain Clasp
- Evropská hvězda leteckých posádek
- Britská medaile Za obranu

### Posmrtná ocenění
- Jaroslav Himr byl v roce 1946 in memoriam povýšen do hodnosti štábního kapitána a v roce 1991 do hodnosti plukovníka
- Jaroslavu Himrovi byla v rodných Věrovanech na domě čp. 197 odhalena pamětní deska